# Du allein (Lied)
Du allein ist ein deutschsprachiger Schlager von Lilibert und Werner Twardy, der 1966 von Franz Beckenbauer interpretiert wurde. Größeren Erfolg hatte Beckenbauer jedoch mit der B-Seite Gute Freunde kann niemand trennen.

## Entstehung und Veröffentlichung
Die Musik stammt von Werner Twardy und der Text von Lilibert. Bei der Gesellschaft für musikalische Aufführungs- und mechanische Vervielfältigungsrechte sind als Originalverlag die Riva Edition August Seith KG und die RMI Edition eingetragen. Das Lied trägt die GEMA-Werk.-Nummer 850418-001.
Du allein wurde am 7. Dezember 1966 als Single veröffentlicht, auf der B-Seite befand sich Gute Freunde kann niemand trennen. Die Single erschien unter der Katalognummer 52 747 im Musiklabel Polydor. Die Veröffentlichung geschah durch Radio Musik International (A-Seite) und Seith (B-Seite), die Herstellung durch die Deutsche Grammophon Hamburg und die Schallplattenpressung sowie der Acetatlackschnitt durch Deutsche Grammophon Gesellschaft Pressing Plant. Die Veröffentlichung geschah unter der Rechtegesellschaft Gesellschaft für musikalische Aufführungs- und mechanische Vervielfältigungsrechte. Die Single erschien zudem als Promo-Tonträger.

## Artwork
Auf der Schallplattenhülle ist ein lächelnder Franz Beckenbauer zu sehen, der mit einem roten Hemd bekleidet ist und sich auf seine verschränkten Hände lehnt. Der Hintergrund ist grau und der Schriftzug „Franz Beckenbauer“ befindet sich links oben; die Buchstaben sind weiß mit roter Umrandung. Der Liedtitel links unten „Du allein“ ist orange; darunter befindet sich der Liedtitel der B-Seite; „Gute Freunde kann niemand trennen“; in hellgrüner Farbe. Die Schallplatte erschien im selben Jahr mit leicht veränderter Schallplattenhülle; hier ist von Franz Beckenbauer nur der Bereich bis knapp unter dem Hals zu sehen. Die Schriftzüge „Franz Beckenbauer“ und „Du allein“ sind hier in roter Schrift zu lesen und „Gute Freunde kann niemand trennen“ in weißer Schrift mit hellgrüner Umrandung. Beide Versionen tragen dieselbe Katalognummer des Musiklabels.

## Chartplatzierungen
Du allein konnte sich nicht in den deutschen Singlecharts platzieren; jedoch stieg die B-Seite, Gute Freunde kann niemand trennen, am 15. Dezember 1966 auf Platz 32 in die deutschen Singlecharts ein und erreichte einen halben Monat später mit Rang 31 seine beste Notierung.

## Weitere Publikationen
2024 erschien das Lied auf dem Extended-Play-Album Des Kaisers schönste Lieder, das im Musiklabel Polydor unter der Katalognummer 0602465126341 erschien. Von diesem Album erschien eine begrenzte Stückzahl von 1000 Exemplaren. Es erhielt alle vier Lieder, die Franz Beckenbauer veröffentlicht hatte – neben den beiden auf dieser Single noch Du bist das Glück und 1:0 für die Liebe.
1967 war Du allein auf dem Album Die große Polydor-Schlagerparade ’67/I, das auf den Katalognummern H 833 (Deutschland) und 179 038 (Schweiz) im Rahmen der Albenserie Die große Polydor-Schlagerparade erschien. Auf dem Album war unter anderem das Lied Guantanamera in der Version der Buschkötter Players.
Du allein war 1992 auf dem Album Bend It! 92, das im Vereinigten Königreich im Musiklabel Exotica Records unter der Katalognummer pelé 2cd auf Compact Disc sowie auf der Katalognummer pelé 2c auf Kompaktkassette (Titel: Bend It! 92 – Exotica Presents… Football À La Carte) erschien. Weitere Lieder auf dem Album waren von Eric Morecambe, George Best, Ronnie Hilton, Ingvar Olsson, Kevin Keegan und Pelé. Im Jahr darauf erschien dasselbe Album unter dem Titel Bend It! 93 in den Musiklabeln Polystar (Katalognummer: PSCR-5006) und Trattoria (Katalognummer: menu.13) in Japan. Diese Version erschien zudem als Promo-Tonträger.
2003 war Du allein mit Du bist das Glück auf dem Kompilationsalbum Kult-Fußball Royal, das auf Compact Disc im Musiklabel Sony Music Media unter den Katalognummer SMM 510456 2 und 5104562000 in Deutschland erschien. Der Vertrieb und die Pressung erfolgten durch Sony Music und das Copyright lag bei der Sony Music Entertainment (Germany) GmbH. An dieser Compact Disc waren neben Beckenbauer unter anderem Arnd Zeigler, Hans Krankl (als Johann K.), Lothar Matthäus, Gerd Müller, Pelé, Elis Regina, Roger Milla, Johan Cruyff, Petar Radenković, Aílton, Luís Figo und Toni Polster beteiligt.
2006 erschien das Album Ein Tor im Ohr, das alle vier Beckenbauer-Lieder enthielt. Es erschien im Musiklabel Bear Family Records unter der Katalognummer BCD 16646 AH auf Compact Disc in Deutschland. Weitere Lieder stammten von Heinz Erhardt, Petar Radenković, Gerd Müller, Jean-Marie Pfaff, Gert Dörfel, Sepp Maier, Hans Schäfer, Heinz Hornig, Karl-Heinz Thielen und die deutsche Fußballnationalmannschaft.